# Major Harris
Major Harris, nascido Major Harris III, (Richmond, 9 de fevereiro de 1947 – Richmond, 9 de novembro de 2012) foi um cantor americano de R&B, associado com o som soul da Filadélfia.

## Biografia
No início da carreira, Harris cantou com grupos como The Charmers, The Teenagers, The Jarmels, e Nat Turner's Rebellion, que também contou com seu irmão compositor, Joseph B. Jefferson, e gravou alguns LPs solo nos selos Laurie e Okeh. No início dos anos 1970 ele assumiu a partir de Randy Cain como um membro do The Delfonics; ele deixou o grupo para seguir carreira solo em 1974. Assinou com a Atlantic Records, Harris teve uma série de hits R&B nos Estados Unidos, incluindo o single Top 40 "Love Won't Let Me Wait", que alcançou a posição # 5 na parada musical da Billboard Hot 100 americana e # 37 no Top 50 do Reino Unido. Escrito por Bobby Eli e Vinnie Barrett, "Love Won't Let Me Wait" foi premiado com um disco de ouro pela RIAA em 25 de junho de 1975.

## Discografia

### Álbuns
- 1975: My Way
- 1975: Blue Magic Live Featuring Artist Major Harris, Margie Joseph
- 1976: Jealousy
- 1978: How Do You Take Your Love
- 1994: The Best Of Now and Then
- 1995: I Believe in Love
- 1996: The Best Of Major Harris

### Singles
- 1974: "Each Morning I Wake Up"
- 1975: "Love Won't Let Me Wait"
- 1976: "I Got Over Love"
- 1976: "It's Got to Be Magic"
- 1976: "Jealousy"
- 1976: "Laid Back Love"